# Leila Danziger
Leila Danziger (Rio de Janeiro, 1962) é uma professora, gravadora, pesquisadora, poetisa e artista visual brasileira  indicada ao Prêmio PIPA em 2019 e vencedora dos Prêmios SESC de Arte, da 22ª Bienal Sesc_Videobrasil, em 2023.

## Educação e carreira
Leila Danziger tem formação no campo da arte e da história. Graduou-se em Artes Plásticas pelo Institut d'Arts Visuels, em Orléans, na França, no ano de 1989. Em 1994, estudou por três meses em Berlim, na Alemanha, através da bolsa Multiplikatoren, do Goethe Institut. Lá, desenvolveu o projeto Nomes Próprios, através do qual, em 1995, foi contemplada pelo Programa de Bolsas RioArte da Secretaria Municipal de Cultura do Rio de Janeiro.
De volta ao Brasil, concluiu, em 1996, mestrado em história social da cultura na Pontifícia Universidade Católica do Rio de Janeiro (PUC/RJ). Sua dissertação, feita sob orientação de Ronaldo Brito, teve como título Anselm Kiefer e a pergunta pela Alemanha. Foi também na PUC/RJ que realizou seu doutorado, permanecendo no campo da história social da cultura. Sua tese foi entitulada como Corpos de Ausências: Berlim e os monumentos a Auschwitz. Atualmente, além do trabalho como artista, pesquisadora e poetisa, atua como professora do Instituto de Artes da Universidade do Estado do Rio de Janeiro (UERJ).
Seu trabalho artístico parte da investigação de materiais impressos, como livros, jornais e documentos históricos. A artista pesquisa a passagem do tempo, com ênfase na relação entre o micro (a memória particular e familiar) e o macro (a memória pública), priorizando temas como violência ditatorial, imigração, crise dos refugiados, holocausto e a relação entre memória e esquecimento. Danziger é filha de um judeu que fugiu da Alemana Nazista, o que parece apontar um caminho de interpretação para seu interesse por essas temáticas, que também são exploradas em Ano Novo, livro no qual a artista se debruça sobre as memórias do pai.
Possui publicações tanto como poetisa, através dos livros C’est loin Bagdad [fotogramas], Ano Novo e Três ensaios de fala; quanto sobre seu trabalho como artista visual, sendo este o caso de Diários públicos e Todos os nomes da melancolia. Em Três ensaios de fala, a autora conecta memórias da infância e reflexões sobre o exílio judaico em poemas que refletem sobre cultura, história e política. A publicação Diários públicos faz referência a série desenvolvida pela artista desde 2001, onde Danziger apaga textos de jornais removendo camadas de tinta sem rasgar o papel. Já Todos os nomes da melancolia é fruto da exposição individual da artista batizada com o mesmo nome, que foi realizada em 2012.
Apesar da preferência pelos registros impressos, os mais de 30 anos de atuação no campo artístico mostram que a artista possui um repertório amplo de meios, podendo-se encontrar entre suas obras trabalhos feitos em vídeo, pintura, fotografia ou mesmo instalações.  A artista foi indicada ao Prêmio PIPA em 2019 e vencedora do Prêmios SESC de Arte, da 22ª Bienal Sesc_Videobrasil, em 2023. Por esta conquista, sua obra agora integra o Acervo Sesc de Arte Brasileira.

## Exposições coletivas
- 2025: Adiar a ordem, Galatea Oscar Freire.[13]
- 2024 - 2025: Fullgás - artes visuais e anos 1980 no Brasil, Centro Cultural Banco do Brasil (CCBB São Paulo).[14][15]
- 2024: Contratempo, Casa Museu Eva Klabin.[16]
- 2021: Sobre os ombros de gigantes, Galeria Nara Roesler.[17]
- 2021 - 2022: Ver-Ão (Rio de Janeiro, Brasil).[18]
- 2018 - 2019: Mulheres na Coleção MAR, Museu de Arte do Rio (MAR).[19]
- 2017 - 2018: Hiatus: a Memória da Violência Ditatorial na América Latina, Memorial da Resistência de São Paulo.[20]
- 2016 - 2017: Somos todos Clarice, Galeria do Lago.[21]
- 2015: Contextos contemporâneos, Museu Bispo do Rosário Arte Contemporânea.[22]
- 2014 - 2015: Há Escolas que São Gaiolas e Há Escolas que São Asas, Museu de Arte do Rio (MAR).[23]
- 2014: Decifrações, Espaço Cultural Contemporâneo Venâncio.[24]
- 2012: Reverberação, Cosmocopa Galeria de Arte Contemporânea.[25]
- 2010: Tempo-Matéria, Museu de Arte Contemporânea de Niterói.[26]
- 2006 - 2007: 9º Salão Nacional Victor Meirelles, Museu de Arte de Santa Catarina (Masc).[27]
- 2006: VER = LER, Galeria da Faculdade de Artes Visuais UFG.[28]
- 2005: 10 indicam 10, Centro Cultural Cândido Mendes.[29]
- 2005: Projeto UniversiArte, Universidade Estácio de Sá.[30]
- 2005: Visível - Legível (Goiás, Brasil).[31]
- 2003: Images of Remembrance and Disappearance, Ifa-Galerie Berlin (Berlim, Alemanha).[32]
- 2003: 10º Universidarte.[33]
- 2000: 12ª Mostra da Gravura de Curitiba: Marcas do Corpo, Dobras da Alma, Fundação Cultural de Curitiba (FCC).[34]
- 2000: Investigações. Rumos Itaú Cultural Artes Visuais 1, Itaú Cultural.[35]
- 2000: Rumos Itaú Cultural Artes Visuais. Arte Política: isto são outros 500, Fundação Joaquim Nabuco (Fundaj).[36]
- 2000: Rumos Itaú Cultural Artes Visuais. Arte Política: isto são outros 500, Centro Dragão do Mar de Arte e Cultura (CDMAC).[37]
- 1999: Mercoarte (Buenos Aires, Argentina).[38]
- 1998 - 1999: 5º Salão da Bahia, Museu de Arte Moderna da Bahia (MAM-Bahia).[39]
- 1998: 26 Artistas da 4ª Universidarte, Museu Nacional de Belas Artes (MNBA).[40]
- 1998: O Artista Pesquisador, Museu de Arte Contemporânea de Niterói.[41]
- 1997: 25º Salão Nacional de Arte de Belo Horizonte.[42]
- 1997: Arte na Obra, Centro de História e Cultura Judaíca.[43]
- 1997: Universidarte, Universidade Estácio de Sá.[44]
- 1996: Dialog: experiências alemãs, Museu de Arte Moderna do Rio de Janeiro (MAM Rio).[45]
- 1995: Metrópole e Periferia, Museu de Arte Moderna do Rio de Janeiro (MAM Rio).[46]
- 1995: Nove, Solar Grandjean de Montigny.[47]
- 1994: 14º Salão Nacional de Artes Plásticas, Palácio Gustavo Capanema.[48]
- 1994: Xilogravura no Sesc, Solar Grandjean de Montigny.[49]
- 1994: 18º Salão Carioca de Arte, Escola de Artes Visuais do Parque Lage (EAV Parque Lage).[50]
- 1993: 17º Salão Carioca de Arte, Escola de Artes Visuais do Parque Lage (EAV Parque Lage).[51]
- 1993: Programa Anual de Exposições de Artes Plásticas, Centro Cultural São Paulo (CCSP).[52]
- 1992: 16º Salão Carioca de Arte, Palácio Gustavo Capanema.[53]
- 1992: Projeto Macunaíma, Fundação Nacional de Artes (Funarte).[54]
- 1991: Novíssimos, Galeria Ibeu Copacabana.[55]
- 1990: 9ª Bienal de San Juan del Grabado Latinoamericano y del Caribe.[56]
- 1990: 9ª Mostra da Gravura Cidade de Curitiba, Museu da Gravura Cidade de Curitiba.[57]
- 1989: Gravures d'Ateliers, Centre d'Arts Plastiques Albert Chanot (Clamart, França).[58]
- 1988: La Ruée Vers l'Art (Orléans, França).[59]
- 1987: Première Biennale des Ecoles d'Art d'Europe (Toulouse, França).[60]

## Exposições individuais
- 2019: Navio de Emigrantes - Leila Danziger, Caixa Cultural São Paulo.[61][62][63]
- 2018: Ao sul do futuro, Museu Lasar Segall.[64]
- 2012: Todos os Nomes da Melancolia, Cosmocopa Galeria de Arte Contemporânea.[65]
- 2012: Edifício Líbano (Rio de Janeiro, Brasil).[66]
- 1998: Nomes Próprios, Galeria Thomas Cohn.[67]
- 1997: Nomes Próprios, Paço Imperial.[68]
- 1994: Cáucaso, Centro Cultural Candido Mendes (CCCM).[69]
- 1992: Projeto Macunaíma. Leila Danziger, Galeria Macunaíma.[70]
- 1993: Cáucaso, Centro Cultural São Paulo (CCSP).[71]
- 1989: Pour Edmond Jabès (Orléans, França).[72]
- 1988: Entre Ciel et Ruines (Orléans, França).[73]

## Publicações
- 2018: C’est loin Bagdad [fotogramas], Editora 7Letras (poesia).[2]
- 2016: Ano Novo, Editora 7Letras (poesia).[2]
- 2013: Diários públicos, Ed. Contra Capa.[2]
- 2012: Três ensaios de fala, Editora 7Letras (poesia).[2]
- 2012: Todos os nomes da melancolia, Ed. Apicuri.[2]

## Prêmios e reconhecimentos
- 2023:  Prêmios SESC de Arte, 22ª Bienal Sesc_Videobrasil.[74][75]
- 2019: Indicada ao prêmio PIPA.[2]
- 2003: Menção Honrosa na exposição coletiva 10º Universidarte.[33]